# Slippery When Wet
Slippery When Wet es el tercer álbum de estudio de la banda estadounidense de rock Bon Jovi, publicado el 18 de agosto de 1986 por Mercury Records. La mayoría de las canciones están escritas por Jon Bon Jovi y Richie Sambora, si bien el compositor Desmond Child colaboró en tres de ellas. La grabación se llevó a cabo en los estudios Little Mountain de Vancouver (Canadá), bajo y la producción de Bruce Fairbairn y la mezcla de Bob Rock. Se convirtió en el primer trabajo de Bon Jovi en alcanzar el número uno de la lista Billboard 200, posición que ocupó durante ocho semanas, y se consagró como el más vendido de 1987 en los Estados Unidos. También alcanzó la cima en listas de éxitos de Australia, Canadá, Finlandia, Noruega, Nueva Zelanda y Suiza. Por otra parte, ha sido certificado como disco de diamante en Canadá, doce veces platino en los Estados Unidos, seis en Australia, tres en el Reino Unido, dos en Suiza y uno en España, Alemania, Países Bajos y Finlandia. Se estima que ha vendido 28 millones de copias a nivel mundial –contabilizadas hasta 2008– y está entre los álbumes musicales más vendidos de todos los tiempos.
El grupo alcanzó por primera vez la cima del Billboard Hot 100 con el sencillo «You Give Love a Bad Name», que también recibió la certificación de disco de platino por la RIAA. Su mayor éxito lo lograron con «Livin' On a Prayer», con el que nuevamente llegaron al número uno del Hot 100 y obtuvieron tres discos de platino en los Estados Unidos, siete en Australia, dos en el Reino Unido y uno en Italia. La cadena VH1 la catalogó como la mejor canción de la década de 1980 y su videoclip ganó el premio a la mejor interpretación escénica en un vídeo en los MTV Video Music Awards. Por su parte, el sencillo «Wanted Dead or Alive» entró al puesto siete del Hot 100 y consiguió cuatro discos de platino en el país norteamericano.
La crítica lo considera como el álbum que impulsó al glam metal a entrar en la corriente mainstream y reconoce su influencia en otros grupos del género. El Salón de la Fama del Rock and Roll y la Music Business Association lo incluyeron en el número 44 de su lista de los 200 mejores álbumes de la historia. Además, la revista Classic Rock lo posicionó noveno en su listado de los 100 mejores álbumes de rock de todos los tiempos, mientras que Kerrang! lo ubicó en la cuarta posición de su lista de los 20 mejores álbumes de 1986, en el puesto 44 de los 100 mejores álbumes de heavy metal de todos los tiempos y en el puesto 55 de los 100 álbumes que debes escuchar antes de morir.

## Composición y producción

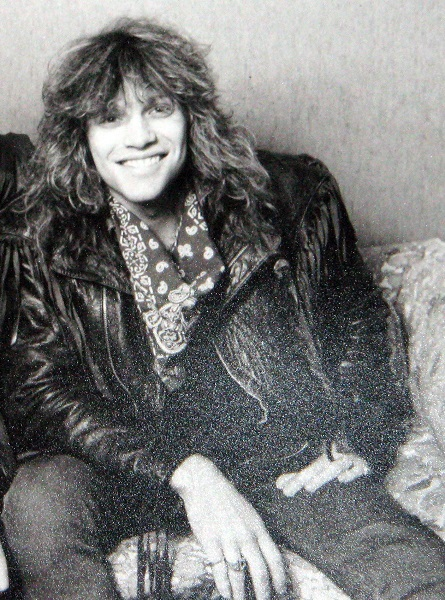
Jon Bon Jovi en 1987.

Después de no haber logrado la repercusión esperada con su segundo álbum, 7800° Fahrenheit, la banda temía perder su contrato con Mercury Records si la tercera entrega no cumplía las expectativas de la discográfica. Por esta razón, decidieron contratar los servicios del compositor Desmond Child, quien ya había colaborado con artistas como Cher, Bonnie Tyler y Kiss. De hecho, fue el propio Paul Stanley, vocalista de Kiss, quien le presentó a Bon Jovi. Posteriormente, Child se trasladó a la casa de la madre de Sambora, en Nueva Jersey, para trabajar junto con Jon Bon Jovi y el guitarrista en la composición del nuevo disco. De esta colaboración surgieron tres temas: «You Give Love a Bad Name», «Livin' on a Prayer» y «Without Love»; ambos miembros se encargaron de escribir las demás canciones, a excepción de «Wild in the Streets», que fue obra del vocalista.
Conscientes de que la producción de Lance Quinn no benefició al disco anterior, llegaron a un acuerdo con el productor canadiense Bruce Fairbairn, quien había ganado reputación por su trabajo con la banda Loverboy. Además, su contribución al álbum Without Love de Black N' Blue también agradó al cantante. Por su parte, Bob Rock se encargó de la mezcla. El disco fue grabado en los estudios Little Mountain de Vancouver (Canadá). En un principio, el líder quiso dejar fuera a «Livin' on a Prayer», ya que no le convencía del todo. Sin embargo, Sambora y Child insistieron en grabarla, argumentando que tenía un gran potencial. Finalmente, Jon Bon Jovi accedió a grabar la pista, pero primero le realizaron profundos retoques, ya que originalmente la escribieron para ser interpretada con guitarras acústicas. Le añadieron una línea de bajo, un ritmo de batería y un riff de talk box. El vocalista describió la primera versión de «Livin' on a Prayer» de la siguiente manera:

«No sonaba a nada. Ya sabes, “Runaway” tenía ocho notas, como muchas canciones en la radio en ese momento. Incluso “(You Give Love a) Bad Name” recordaba a otras canciones que se escuchaban en la radio. “Livin' on a Prayer” no sonaba a nada. Entonces, yo era un poco indiferente. Pensé: Bueno, es diferente, pero ¿es una canción de rock? ¿somos nosotros?» (...) «la escribimos en guitarras acústicas, por lo que no había ritmo de batería ni nada, no había línea de bajo». Con respecto a la versión definitiva, añadió: «de lo único que me arrepiento es del cambio de tonalidad, quiero que lo sepáis, todas las noches durante treinta y seis años».

## Título y portada

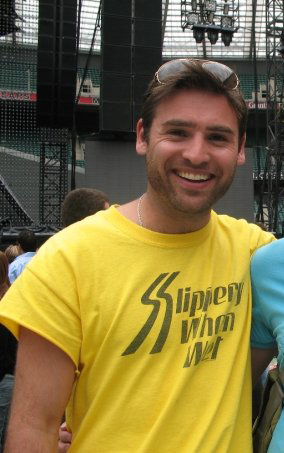
El actor Stuart Manning con una camiseta de Slippery When Wet.

Al principio, la banda pensó en titular el nuevo disco Wanted, en referencia a la canción «Wanted Dead or Alive», con una portada inspirada en la temática wéstern. Para ello,  contrataron al fotógrafo Mark Weiss, quien ya había trabajado con artistas como Ozzy Osbourne, Van Halen y Kiss. Weiss realizó una fotografía en tonos sepia de los músicos como si fuesen forajidos; en ella aparecían en un granero polvoriento, vestidos con una ropa que mezclaba la moda de los años ochenta con elementos del viejo oeste, y con un cartel al fondo en el que se leía «Wanted: Bon Jovi gang». En otra imagen, Weiss fotografió a Jon Bon Jovi en solitario con un sombrero de vaquero y una barba de al menos una semana.
Por otra parte, durante las sesiones de grabación en Vancouver (Canadá), el vocalista vio un cartel publicitario en un periódico donde se anunciaba una banda de bar que en aquel momento era desconocida, se trataba de Guns N' Roses. Al cantante le gustó el nombre y pensó que encajaría muy bien con las fotos y la temática del disco: «¡Qué buen nombre para un álbum! Esto es muy de nuestro estilo, canciones románticas y de vaqueros», exclamó, y en ese momento se convirtió en la primera opción para titular la obra.
Sin embargo, al final descartaron la idea de utilizar la temática wéstern, pues pensaron que necesitaban una imagen más fuerte, y bautizaron el nuevo LP como Slippery When Wet. Este nuevo título surgió a raíz de sus visitas a los clubes de estriptis de Orange Street durante su estancia en Vancouver, donde una de las atracciones más populares eran las cabinas de ducha en las que las chicas se desnudaban y se enjabonaban ante los ojos de los espectadores. Para la nueva portada, Weiss fotografió a la modelo Angela Chidnese vestida con una camiseta amarilla de Slippery When Wet, cuyo diseño estaba inspirado en las señales de peligro de las carreteras estadounidenses, mientras se enjabonaba delante de un cristal mojado.
Cuando parecía que ya tenían la portada definitiva, la discográfica la descartó en el último momento, ya que algunas cadenas de minoristas se negaron a comercializarla debido a su imagen sugerente, y solo en algunos países como Japón se vendió con la original. Cuando Jon Bon Jovi vio la portada, exclamó: «¡Esto es horrible! No representa al álbum en absoluto. No puedo permitir que esta sea la portada del disco». Para entonces ya se habían impreso 500 000 carátulas, listas para lanzarse, y el líder señaló: «Si no quemas estas portadas, podrías acabar con nuestra carrera». Más tarde se le ocurrió una nueva idea y llamó al fotógrafo, diciéndole: «Iré a tu estudio y haremos una nueva portada. Solo ten una bolsa de plástico negra para mí». Según Weiss, el vocalista «entró por la puerta y dijo: “Cuelga la bolsa [y] échale un poco de agua”. Le rocié un poco de agua para que viera gotitas en la bolsa y él solo escribió “SLIPPERY WHEN WET” ¡Y se fue! Ni siquiera se quedó para ver la Polaroid. Se la envié y eso fue todo».

## Promoción

### Sencillos
«You Give Love a Bad Name» se convirtió en el primer sencillo de la banda que alcanzó el número uno en el Billboard Hot 100, también se posicionó entre los diez primeros en las listas semanales de Canadá Bélgica Países Bajos, Finlandia y Nueva Zelanda Asimismo, el 21 de enero de 1987 fue certificado como disco de platino en Canadá y el 22 de mayo de 2020 en el Reino Unido, el 24 de diciembre de 2017 obtuvo el disco de oro en Italia y el 17 de septiembre de 2019 en Dinamarca. No obstante, su mayor éxito lo consiguieron con «Livin' on a Prayer», que alcanzó la primera posición del Hot 100 y de otros países como Canadá, Nueva Zelanda y Noruega, y estuvo entre los diez más vendidos en los Países Bajos, Suecia, Australia, Bélgica, el Reino Unido, Irlanda y España. Además, ha sido certificado con siete discos de platino en Australia, tres en el Reino Unido y en los Estados Unidos, uno en Italia y un disco de oro en Canadá. El tercer sencillo, «Wanted Dead or Alive», alcanzó el número siete del Hot 100 y entró a los diez primeros puestos en las listas de Nueva Zelanda e Irlanda. Destaca por ser la canción de Bon Jovi que más discos de platino ha conseguido en los Estados Unidos, con cuatro certificaciones, además obtuvo el disco de oro en el Reino Unido. La power ballad «Never Say Goodbye» fue publicada como último sencillo y se alejó mucho del éxito de sus predecesores; sus mayores logros fueron llegar al número cuatro en Irlanda, al 21 en el Reino Unido y al 26 de Australia, pero se quedó fuera del Hot 100. Por otro lado, la agrupación lanzó «Borderline» como sencillo exclusivo para Japón, y cedió «Edge of a Broken Heart» para la BSO de la película Disorderlies, si bien ya había sido utilizada como lado B del sencillo «Livin' On A Prayer»; ambas canciones eran descartes de Slippery When Wet.

### Gira

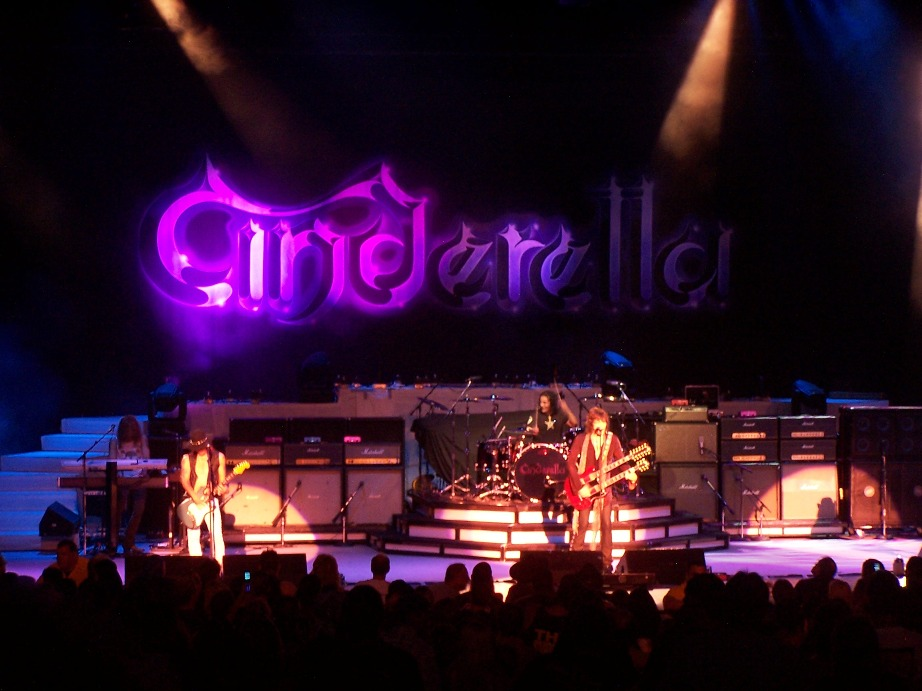
Cinderella acompañó a Bon Jovi durante la gira estadounidense.

El álbum fue promovido semanas antes de su lanzamiento con la tercera giral musical de la banda, titulada Without End Tour, la cual comenzó el 14 de julio de 1986 en Canadá. Allí actuaron junto con Judas Priest y en agosto viajaron a Japón antes de participar en el festival Monsters of Rock de Alemania Occidental, donde se presentaron en Núremberg y Mannheim. Tras un breve descanso, iniciaron su gira por Europa en noviembre con quince conciertos en el Reino Unido. Posteriormenteen, se presentaron Arnhem, París, Lausana, Copenhague, Estocolmo, Helsinki y nuevamente en Alemania. El 20 de diciembre, empezaron su gira por los Estados Unidos con Cinderella como teloneros; Jon Bon Jovi había descubierto a esta agrupación un año antes, cuando presenció un espectáculo suyo en un club de Filadelfia y, acto seguido, llamó a su mánager Derek Shulman para persuadirle de que merecía la pena contratarles.
Su recorrido por Norteamérica se extendió hasta el 10 de agosto de 1987, y el 22 de agosto regresaron al Reino Unido para participar en el festival Monsters of Rock que se celebró en Donington Park (Leicestershire), esta vez como cabezas de cartel; allí compartieron lista con Metallica, Dio, Anthrax, W.A.S.P. y Cinderella, en un evento en el que se dieron cita 80 000 personas. En septiembre dieron una docena de conciertos en Oceanía, once de ellos repartidos entre las ciudades australianas de Melbourne, Brisbane y Sidney, y otro más en Auckland (Nueva Zelanda). Después regresaron a Japón y concluyeron la gira el 16 de octubre con dos presentaciones consecutivas en Honolulu (Hawái). En total, ofrecieron 232 conciertos en la que supuso la gira más larga de su carrera.

## Recepción comercial
Mercury Records lanzó el álbum el 18 de agosto de 1986, el cual debutó en el puesto 45 del Billboard 200. En su segunda semana, ascendió veintisiete puestos hasta la decimoctava posición, momento en el que sobrepasó a su álbum debut, Bon Jovi. En la semana del 25 de octubre, logró desbancar del primer puesto a Fore! de Huey Lewis and the News, para ser reemplazado posteriormente por Third Stage de Boston en la siguiente semana. Alcanzó nuevamente la cima el 17 de enero de 1987, donde se mantuvo durante siete semanas consecutivas, hasta que el 7 de marzo de 1987 fue finalmente reemplazado por Licensed to Ill de Beastie Boys. Slippery When Wet ocupó el número uno del Billboard 200 un total de ocho semanas, permaneciendo entre los diez primeros durante cuarenta y seis y en la lista durante un total de 118 semanas. Asimismo, se convirtió en el álbum más vendido de 1987 en los Estados Unidos, donde ha obtenido un total de doce discos de platino y ha vendido 12,9 millones de copias.
En el Reino Unido ingresó al UK Albums Chart en la octava posición la semana del 20 de septiembre de 1986 y alcanzó su máxima posición el 29 de noviembre, cuando llegó al número seis, puesto que repitió el 17 de enero de 1987. Desde entonces, ha vuelto a entrar en la lista en varias ocasiones, siendo la última el 8 de marzo de 2014, y ha permanecido en ella durante 141 semanas no consecutivas. Respecto a otros países, alcanzó el primer puesto de la clasificación semanal en Canadá, Australia, Nueva Zelanda, Suiza, Noruega y Finlandia, y se consagró como el segundo álbum más vendido de 1987 en Canadá, el tercero en Australia y Nueva Zelanda, el cuarto en Suiza y el séptimo en Europa. En cuanto a las certificaciones, ha obtenido el disco de diamante en Canadá, seis discos de platino en Australia, tres en el Reino Unido, dos en Suiza y uno en España, Alemania, Finlandia y Países Bajos. Se estima que el disco ha vendido veintiocho millones de copias a nivel mundial —contabilizadas hasta 2008— y es uno de los más vendidos de todos los tiempos.

## Recepción crítica
Tras su lanzamiento, el crítico Mike Gardner de la revista británica Record Mirror mencionó el poco riesgo que asumió la banda al escribir la letra y las canciones del álbum, a las que consideró excesivamente pulcras y minuciosamente bien cuidadas: «contiene la aventura, el entusiasmo y el peligro de un sándwich de pepino limpio», afirmó. Gardner prosiguió que ni la composición ni la producción le valen para «dar el golpe de gracia», pero que tiene el suficiente contenido y la personalidad para que merezca la pena volver a escucharlo.
Andrew Leahey del sitio web AllMusic considera que Slippery When Wet fue un álbum revolucionario tanto para Bon Jovi como para el glam metal en general,marcando el momento en que este género entró oficialmente en la corriente mainstream. Asimismo, añadió que el disco presentaba una mezcla simplificada de pop, hard rock y metal que agradó a todo el mundo, en especial a las chicas, quienes solían ser ignoradas por el heavy metal. Leahey atribuye parte del éxito del álbum a la colaboración de Desmond Child en la composición de «You Give Love a Bad Name» y «Livin' on a Prayer». Resalta que Bon Jovi no era tan duro como Mötley Crüe o técnicamente competente como Van Halen, pero los muchachos aprovecharon inteligentemente sus puntos fuertes, evitando los extremos para adoptar un enfoque accesible e intermedio que terminó atrayendo a más aficionados que la mayoría de sus compañeros», concluyó.
Por su parte, el periodista y escritor Bryan Reesman señaló que, a diferencia de otras bandas de glam metal como Ratt o Mötley Crüe, Bon Jovi «supo cómo vender la fantasía del estilo de vida del rock n' roll y contar historias de amor romántico y travesuras sexuales sin la grosería manifiesta de algunos de sus homólogos». Además, agregó: «¿Es Slippery When Wet un álbum pop rock seminal de los años 1980? Definitivamente. ¿Es el mejor disco de Bon Jovi? Ni de lejos. Si bien contiene algunas pistas clásicas de Bon Jovi, no todas las canciones se sostienen: “Social Disease” fue un relleno irritantemente obsceno, “Without Love” pop rock bastante insípido y “Never Say Goodbye” una power ballad que induce a la vergüenza».
Slippery When Wet recibió una nominación en la categoría de álbum internacional del año en los Juno Awards y otra en la de álbum de pop rock favorito en los American Music Awards. En aquella ceremonia, Bon Jovi obtuvo el galardón al grupo de pop rock favorito y «Livin' on a Prayer» quedó nominado como sencillo de pop rock favorito. El video de esta canción ganó el premio a la mejor actuación en escenario en un vídeo en los MTV Video Music Awards, mientras que el de «You Give Love a Bad Name» obtuvo una nominación en la misma categoría y el de «Wanted Dead or Alive» en la de mejor edición de vídeo. El grupo también estuvo nominado a mejor banda internacional en los Brit Awards. Por otra parte, la revista Classic Rock incluyó el disco en la novena posición de su lista de los 100 mejores álbumes de rock de todos los tiempos, mientras que la revista Kerrang! lo ubicó en la cuarta posición de su lista de los 20 mejores álbumes de 1986, en el puesto 44 de los 100 mejores álbumes de heavy metal de todos los tiempos y en el puesto 55 de los 100 álbumes que debes escuchar antes de morir. En 2007 el Salón de la Fama del Rock and Roll y la Music Business Association lo incluyeron en el número 44 de su lista de los 200 mejores discos de la historia.

## Lista de canciones
| N.º   | Título                     | Escritor(es)                     | Duración |  |
| 1.    | «Let It Rock»              | Jon Bon Jovi, Richie Sambora     | 5:27     |  |
| 2.    | «You Give Love a Bad Name» | Bon Jovi, Sambora, Desmond Child | 3:44     |  |
| 3.    | «Livin' on a Prayer»       | Bon Jovi, Sambora, Child         | 4:11     |  |
| 4.    | «Social Disease»           | Bon Jovi, Sambora                | 4:18     |  |
| 5.    | «Wanted Dead or Alive»     | Bon Jovi, Sambora                | 5:10     |  |
| 6.    | «Raise Your Hands»         | Bon Jovi, Sambora                | 4:17     |  |
| 7.    | «Without Love»             | Bon Jovi, Sambora, Child         | 3:30     |  |
| 8.    | «I'd Die for You»          | Bon Jovi, Sambora                | 4:30     |  |
| 9.    | «Never Say Goodbye»        | Bon Jovi, Sambora                | 4:50     |  |
| 10.   | «Wild in The Streets»      | Bon Jovi                         | 3:54     |  |
| 42:22 |                            |                                  |          |  |

| Edición especial japonesa de 1998 (disco 2) |                                                                                        |          |  |
| N.º                                         | Título                                                                                 | Duración |  |
| 1.                                          | «Wanted Dead or Alive» (interpretada en vivo en Wembley en 1995)                       |          |  |
| 2.                                          | «Livin' on a Prayer» (interpretada en vivo en EEUU en 1987)                            |          |  |
| 3.                                          | «You Give Love a Bad Name» (interpretada en vivo en EEUU en 1987)                      |          |  |
| 4.                                          | «Wild in the Streets (Live at Wembley 1995)» (interpretada en vivo en Wembley en 1995) |          |  |
| 5.                                          | «Borderline» (demo de Slippery When Wet)                                               |          |  |
| 6.                                          | «Edge of a Broken Heart» (demo de Slippery When Wet)                                   |          |  |
| 7.                                          | «Never Say Goodbye» (versión en acústico interpretada en vivo)                         |          |  |

| Edición especial de 2010 |                                      |          |  |
| N.º                      | Título                               | Duración |  |
| 11.                      | «You Give Love a Bad Name» (en vivo) | 4:10     |  |
| 12.                      | «Livin' on a Prayer» (en vivo)       | 5:33     |  |
| 13.                      | «Wanted Dead or Alive» (en vivo)     | 5:22     |  |

| Lados B y canciones no incluidas | |          |  |
| N.º                              | Título | Duración |  |
| 1.                               | «Borderline» (demo. Reutilizado como sencillo exclusivo para Japón.) | 4:10     |  |
| 2.                               | «Deep Cuts the Knife» (demo.) | 3:15     |  |
| 3.                               | «Edge of a Broken Heart» (lado B de «Livin' on a Prayer» y utilizada para la BSO de la película Disordelies. Incluida en la caja recopilatoria 100M Bon Jovi Fans Can't Be Wrong.) | 4:35     |  |
| 4.                               | «Game of the Heart» (demo.) | 3:47     |  |
| 5.                               | «Lonely Is The Night» (demo.) | 4:18     |  |
| 6.                               | «Out of Bounds» (demo. Incluido en la caja recopilatoria 100M Bon Jovi Fans Can't Be Wrong.)                                                                                       | 3:45     |  |
| 7.                               | «The Promise» (demo.) |          |  |
| 8.                               | «There is No Answer» (demo.) |          |  |
| 9.                               | «Never Enough» (demo.) | 4:23     |  |
| 10.                              | «Walk Don't Run» (demo.) |          |  |

## Créditos
| Músicos - Jon Bon Jovi: voz - Richie Sambora: Guitarra, talk box y coros - David Bryan: teclado y coros - Tico Torres: batería y percusión - Alec John Such: bajo y coros Ingeniería y producción - Productor: Bruce Fairbairn - Ingeniería de sonido y mezcla: Bob Rock - Asistencia de ingeniería de sonido: Tim Crich - Remasterización digital: George Marino | Imagen y diseño - Dirección artística: Bill Levy - Diseño del álbum: George Corsillo - Fotografía: Mark Weiss Vídeo - Productor de vídeo: Curt Marvis - Director de vídeo: Wayne Isham |

## Posicionamiento
| Lista (1986-1987)                       | Posición |
| --------------------------------------- | -------- |
| Alemania (Offizielle Top 100)           | 11       |
| Australia (Kent Music Report)           | 1        |
| Austria (Ö3 Austria Top 40)             | 2        |
| Canadá (RPM 100 Albums)                 | 1        |
| España (AFYVE Top 100 Álbumes)          | 19       |
| Estados Unidos (Billboard 200)          | 1        |
| Estados Unidos (Top Pop Catalog Albums) | 3        |
| Europa (European Top 100 Albums)        | 4        |
| Finlandia (SVL)                         | 1        |
| Japón (Oricon Albums Chart)             | 10       |
| Noruega (VG-lista)                      | 1        |
| Nueva Zelanda (Official NZ Music Chart) | 1        |
| Países Bajos (Dutch Album Top 100)      | 5        |
| Reino Unido (UK Albums Chart)           | 6        |
| Suecia (Topplistan)                     | 3        |
| Suiza (Top Albums 100)                  | 1        |
| Lista (2008-2021)                       | Posición |
| Australia (ARIA Top 100 Albums Chart)   | 28       |
| Bélgica (Ultratop 200 Albums)           | 198      |
| Grecia (Top 75 Combined Repertoire)     | 64       |

| Lista (1986)                            | Posición |
| --------------------------------------- | -------- |
| Canadá (RPM 100 Albums)                 | 58       |
| Europa (European Top 100 Albums)        | 99       |
| Lista (1987)                            | Posición |
| Alemania (Offizielle Top 100)           | 14       |
| Australia (Kent Music Report)           | 3        |
| Austria (Ö3 Austria)                    | 10       |
| Canadá (RPM 100 Albums)                 | 2        |
| Estados Unidos (Billboard 200)          | 1        |
| Europa (European Top 100 Albums)        | 7        |
| Nueva Zelanda (Official NZ Music Chart) | 3        |
| Países Bajos (Dutch Album Top 100)      | 30       |
| Suiza (Schweizer Jahreshitparade)       | 4        |
| Lista (1988)                            | Posición |
| Estados Unidos (Billboard 200)          | 98       |
| Lista (2002)                            | Posición |
| Canadá (Canadian Metal Albums)          | 100      |

| Lista (década de 1980)        | Posición |
| ----------------------------- | -------- |
| Australia (Kent Music Report) | 25       |

## Certificaciones
| País                                         | Certificación        | Ventas por certificado | Fecha certificación                                                   |
| -------------------------------------------- | -------------------- | ---------------------- | --------------------------------------------------------------------- |
| Alemania (BVMI)                              | Platino              | 500 000                | 1992                                                                  |
| Australia (ARIA)                             | 6× Platino           | 300 000                | 1993                                                                  |
| Canadá (CRIA)                                | Diamante             | 1 000                  | 28 de octubre de 1987                                                 |
| Dinamarca (IFPI Dinamarca)                   | Oro                  | 10 000                 | 8 de octubre de 2021                                                  |
| España (AFYVE)                               | Platino              | 100 000                | 1987                                                                  |
| Estados Unidos (RIAA)                        | Diamante 12× Platino | 12 000                 | 21 de octubre de 1993 (diamante) 10 de octubre de 1995 (12.º platino) |
| Finlandia (Musiikkituottajat)                | Platino              | 50 000                 | 1990                                                                  |
| Hong Kong (IFPI Hong Kong)                   | Oro                  | 10 000                 | 1988                                                                  |
| Italia (FIMI)                                | Oro                  | 50 000                 | 18 de agosto de 1986                                                  |
| Noruega (IFPI Noruega)                       | Oro                  | 50 000                 | 1987                                                                  |
| Nueva Zelanda (RIANZ)                        | Platino              | 15 000                 | 31 de mayo de 1987                                                    |
| Países Bajos (NVPI)                          | Platino              | 100 000                | 1994                                                                  |
| Reino Unido (BPI)                            | 3× platino           | 900 000                | 1 de agosto de 1993                                                   |
| Singapur (RIAS)                              | Oro                  | 5000                   |                                                                       |
| Suiza (IFPI Suiza)                           | 2× platino           | 100 000                | 1992                                                                  |
| Ventas totales por certificación: 15 190 000 |                      |                        |                                                                       |

## Premios y nominaciones
| Premio                 | Año  | Nominado / trabajo         | Categoría                                | Resultado | Ref.    |
| ---------------------- | ---- | -------------------------- | ---------------------------------------- | --------- | ------- |
| American Music Awards  | 1988 | Slippery When Wet          | Álbum de pop/rock favorito               | Nominado  | [ 63 ]  |
| Juno Awards            | 1987 | Slippery When Wet          | Álbum internacional del año              | Nominado  | [ 119 ] |
| MTV Video Music Awards | 1987 | «You Give Love a Bad Name» | Mejor actuación en escenario en un vídeo | Nominado  | [ 120 ] |
| MTV Video Music Awards | 1987 | «Livin' on a Prayer»       | Mejor actuación en escenario en un vídeo | Ganador   | [ 120 ] |
| MTV Video Music Awards | 1987 | «Wanted Dead or Alive»     | Mejor edición de vídeo                   | Nominado  | [ 120 ] |

## Reconocimientos
| Publicación                     | Reconocimiento                                          | Posición |
| ------------------------------- | ------------------------------------------------------- | -------- |
| Classic Rock                    | 100 mejores álbumes de rock de todos los tiempos        | 9        |
| Kerrang!                        | 20 mejores álbumes de 1986                              | 4        |
| Kerrang!                        | 100 mejores álbumes de heavy metal de todos los tiempos | 44       |
| Kerrang!                        | 100 álbumes que debes escuchar antes de morir           | 55       |
| Guitar World                    | 20 mejores álbumes de glam metal de los años ochenta    | 7        |
| LA Weekly                       | 20 mejores álbumes de glam metal de todos los tiempos   | 12       |
| Loudwire                        | 30 mejores álbumes de glam metal                        | 5        |
| Metal Rules                     | 50 mejores álbumes de glam metal                        | 13       |
| Salón de la Fama del Rock y MBA | 200 mejores álbumes de la historia                      | 44       |